# Sagas of Iceland – The History of the Vikings Volume 1
A Sagas of Iceland a Rebellion német heavy metal zenekar albuma, a vikingek történelmét taglaló -The History of the Vikings- trilógia első része.

## Számok listája
- In Memorandum Lindisfarnae (intro)
- Ynglinga Saga (To Odin We Call)
- Sons of the Dragon Slayer
- Ragnhild's Dream
- Harald Harfager
- Eric the Red
- Freedom (The Saga Of Gang Hrolf)
- Treason
- Sword in the Storm (The Saga Of Earl Hakon)
- Blood Rains (The Saga Of King Olaf Trygvason)
- Ruling the Waves
- Canute the Great (The King Of Danish Pride)
- Harald Hadrade

## Közreműködők
- Michael Seifert – ének
- Uwe Lulis – gitár
- Björn Eilen – gitár
- Tomi Göttlich – basszusgitár
- Gerd Lücking – dob

## Dalszövegek
A dalokban nemcsak az izlandi sagák, de Dánia és Norvégia történelmének nagy alakjai is megelevenednek:
- Harald Hadrade III. Könyörtelen Harald
- Harald Hårfager Széphajú Harald
- Eric the Red Vörös Erik
- Gang Hrolf Rollo
- Canute the Great II. Knut dán király
- Forked Beard Sven Villásszakállú Svend

## Külső hivatkozások
- Zenekar hivatalos oldala
- dalszövegek